# Neofolk
Neofolk é um dos desdobramentos da música folk que surgiu primeiramente na Europa com influencias de músicas pós-industrial.
O neofolk pode ser tido como uma música acústica ou uma mistura de instrumentos acústicos do meio folk acompanhada por uma variedade de sons como pianos, harpas, violão clássico e elementos da música industrial e experimental.
O gênero cerca uma grande variedade de temas que incluem música tradicional, romantismo e ocultismo.
Músicos que trabalham com o neofolk tem o costume de usar freqüentemente gravatas a outros gêneros pós-industriais como música neoclássica e marcial, ou tem ligações com círculos pagãos a outros elementos de contracultura.

## História
O termo neofolk origina de músicas esotéricas na qual começaram a usar o termo em finais do século XX, deixando a mostra as influências por músicos como Douglas Pearce (Death in June), Tony Wakeford (Sol Invictus) e David Tibet (Current 93). Estes músicos se caracterizavam por fazer parte do estilo pós-industrial que mais tarde, incorporada com a música folclórica, fundou em elementos tradicionais e europeus ao som de suas respectivas bandas. Bandas folks como Vulcan's Hammer, Changes e Comus, criaram pré-temas para o neofolk nos anos 60. Estas bandas podem ser considerados como percusores do som que depois influenciou os artistas de neofolk.
O neofolk por muitos é visto como uma extensão da música pós-industrial no gênero do folk que não aconteceu até os finais do século XX.

## Cultura
O espírito do neofolk se compara aos ideais do americano e de movimentos dos povos britânicos dos anos 60. A base deste estilo é a construída em princípios contra a comercialização e a cultura popular. Porém os temas são drasticamente diferentes. A grande maioria dos artistas dentro do foco do neofolk, tem símbolos arcaicos como cultura, mitos e convicções. Tradições locais e convicções indígenas tendem ser retratadas pesadamente como também tópicos esotéricos e históricos.
Em certas músicas vemos homenagens e tributos a grandes nomes como Friedrich Nietzsche, Julius Evola e Leni Riefenstahl como também o uso de temas de guerra (vide indústria bélica), imagens históricas por símbolos nazistas tirou críticas extravidas e ligações entre o neofolk com o estabelecimento de ala direitista de várias fontes.

## Paganismo
De menção particular, é o paganismo. Este assunto faz um papel grande nos elementos temáticos tocados por muitos artistas de neofolk modernos e originais. Letras rúnicas, locais europeus pagãos e outros meios de expressar um interesse no ancião e ancestral acontece freqüentemente no neofolk. Referências para este assunto acontecem nos nomes de algumas músicas, arte das capas de álbuns, visual estético e entre vários outros meios de expressão artística. 
Isto tem dianteira a alguns antepassados do gênero artísticos e atuais , o que atribui a ser parte de uma maior revivificação pagã, entretanto não há como demarcar a questão da religiosidade pagã como marca do neofolk devido à existência forte de uma vertente cristã-tradicionalista dentro de tal cena. Um exemplo desta safra é o Von Thronstahl que recebe ótima aceitação dentre os círculos neofolk mesmo com sua posição católico-extremista.

## Termos relacionados e estilos

### Apocalyptic folk
Antedata o neofolk e era usado por David Tibet para descrever a música do Current 93 durante um período nos recentes anos 80 e logo anos 90. O termo foi aplicado à maioria dos artistas da antiga gravadora World Serpent Distribution e influenciada diretamente pelo Current 93 e o Thunder Perfect Mind Era.
São caracterizados freqüentemente influências de rockabilly e psych folk dos anos 60. Também é usado às vezes para descrever esses de distinção musical semelhante mas não diretamente influenciado ou associado, como Michael Gira.

### Folk noir
Originalmente um termo chamado pelo fotógrafo David Mearns para descrever as músicas da banda Sol Invictus.
Às vezes é achado em webzines como um termo mais neutro, sem as conotações específicas do neofolk, mas seu significado é em grande parte o mesmo, e o uso do termo 'noir' indica um assunto escuro global relativo a histórico, frequentemente britânico.
Outras condições vagas às vezes usadas para descrever os artistas deste gênero incluem folk pagão e dark folk. Estas são condições grandes que também poderiam descrever várias outras formas de música sem conexão com o neofolk.

### Folk marcial
O folk marcial, é um gênero que compartilha muito em comum com o neofolk, e desenvolveu muitas influencias a partir daí. Vários artistas que também poderiam ser classificados regularmente como neofolk trabalham com folk marcial ou até mesmo produzem o folk marcial. Um exemplo seria Dernière Volonté em seus primeiros álbuns.
Outros estilos relacionados ao marcial incluem o dark ambient, o neoclássico, o dark cabaret, a música industrial e o post-industrial ou uma mistura de todos estes, embora o folk marcial possua uma cultura própria.

### Bandas
- Cultus ferox

- Death In June
- Dead Combo
- Fire and Ice
- Forseti
- Blood Axis
- Caprice
- Changes
- Current 93
- Darkwood
- Impressions of Winter
- Legendary Pink Dots
- Ostara
- Sol Invictus
- Sonne Hagal
- Omnia
- Faun
- Dathura Suavolens
- Of The Wand And The Moon:
- Vàli
- Ordo Equitum Solis
- Ordo Rosarius Equilibrio
- Rome

### E-zines
- Synthesis
- Lichttaufe.com
- Dagaz Music

### Eventos
- Flammenzauber
- Menuo Joudaragis